# Орши (кантон)
Орши́ (фр. Orchies) — кантон во Франции, находится в регионе О-де-Франс, департамент Нор. Входит в состав округа Дуэ.

## История
До 2015 года в состав кантона входили коммуны:
- Беври-ла-Форе
- Кутиш
- Ланда
- Номен
- Орши
- Оши-ле-Орши
- Самеон
- Фомон
- Экс

В результате реформы 2015 года состав кантона был изменен. В него вошли отдельные коммуны упраздненных кантонов Дуэ-Нор и Дуэ-Нор-Эст.

## Состав кантона с 22 марта 2015 года
В состав кантона входят коммуны (население по данным Национального института статистики Архивная копия от 23 февраля 2020 на Wayback Machine за 2017 г.):
- Анье (898 чел.)
- Бёври-ла-Форе (2 758 чел.)
- Бувиньи (1 535 чел.)
- Кутиш (3 014 чел.)
- Ланда (2 399 чел.)
- Номен (2 521 чел.)
- Оби (7 274 чел.)
- Орши (8 828 чел.)
- Оши-ле-Орши (1 521 чел.)
- Раш (2 740 чел.)
- Рембокур (4 002 чел.)
- Рос-Варанден (6 141 чел.)
- Самеон (1 672 чел.)
- Флин-ле-Раш (5 570 чел.)
- Фомон (2 172 чел.)
- Экс-ан-Певель (1 120 чел.)

## Политика
На президентских выборах 2022 г. жители кантона отдали в 1-м туре Марин Ле Пен 32,9 % голосов против 26,7 % у Эмманюэля Макрона и 17,3 % у Жана-Люка Меланшона; во 2-м туре в кантоне победила Ле Пен, получившая 51,2 % голосов. (2017 год. 1 тур: Марин Ле Пен – 30,8 %,  Жан-Люк Меланшон – 20,0 %, Эмманюэль Макрон – 19,3 %, Франсуа Фийон – 16,8 %; 2 тур: Макрон – 52,8 %. 2012 год. 1 тур: Франсуа Олланд — 25,9 %, Николя Саркози — 24,6 %, Марин Ле Пен — 23,62 %; 2 тур: Олланд — 51,5 %).
С 2015 года кантон в Совете департамента Нор представляют экс-мэр коммуны Экс-ан-Певель Жан-Люк Детавернье (Jean Luc Detavernier) (Разные правые) и член совета коммуны Фомон Мари-Элен Квартебёф-Никликовски (Marie-Hélène Quatreboeufs-Niklikowski) (Республиканцы).
|                | Кандидаты                                          | Партия                   | Первый тур | Первый тур     | Второй тур | Второй тур |
| Кол-во голосов | Кандидаты                                          | Партия                   | % голосов  | Кол-во голосов | % голосов  |            |
| -------------- | -------------------------------------------------- | ------------------------ | ---------- | -------------- | ---------- | ---------- |
|                | Жан-Люк Детавернье Мари-Элен Квартебёф-Никликовски | Правый блок              | 5 156      | 38,52          | 8 971      | 70,10      |
|                | Жан-Мишель Демадрий Николь Гиллон                  | Национальное объединение | 3 206      | 23,95          | 3 826      | 29,90      |
|                | Фредерика Мозио-Лард Кристоф Шарль                 | Левый блок               | 1 366      | 10,21          |            |            |
|                | Жан-Кристоф Леклерк Мариз Фабер-Росси              | Европа Экология Зелёные  | 1 323      | 9,88           |            |            |
|                | Фредди Казмарек Селия Перейра                      | Разные левые             | 1 199      | 8,96           |            |            |
|                | Орели Легран Кантен Морган                         | Вперёд, Республика!      | 810        | 6,05           |            |            |
|                | Кристиан Деланнуа Сильви Скотарек                  | Крайне левые             | 324        | 2,42           |            |            |

|                | Кандидаты                                          | Партия                  | Первый тур | Первый тур     | Второй тур | Второй тур |
| Кол-во голосов | Кандидаты                                          | Партия                  | % голосов  | Кол-во голосов | % голосов  |            |
| -------------- | -------------------------------------------------- | ----------------------- | ---------- | -------------- | ---------- | ---------- |
|                | Жан-Люк Детавернье Мари-Элен Квартебёф-Никликовски | Правый блок             | 5 988      | 30,00          | 10 809     | 59,23      |
|                | Сюзан Бизьо Виктор Герен                           | Национальный фронт      | 6 689      | 33,51          | 7 439      | 40,77      |
|                | Мари-Кристин Деге Эрик Шартон                      | Социалистическая партия | 4 303      | 21,56          |            |            |
|                | Фредди Казмарек Надин Савари                       | Коммунистическая партия | 2 609      | 13,07          |            |            |
|                | Матьё Фово Амандин Леклерк                         | Вставай, Франция        | 370        | 1,85           |            |            |

|  | Кандидат           | Партия                    | % голосов |
|  | ------------------ | ------------------------- | --------- |
|  | Жан-Люк Детавернье | Союз за народное движение | 53,64     |
|  | Даниэль Гружчински | Социалистическая партия   | 27,12     |
|  | Надин Савари       | Коммунистическая партия   | 11,55     |
|  | Жан-Клод Кле       | Национальный фронт        | 7,68      |